# Denemarken op het Eurovisiesongfestival 2009
Denemarken werd op het Eurovisiesongfestival 2009 in Moskou vertegenwoordigd door Niels Brinck met het lied Believe again. Het was de 38ste deelname van Denemarken aan het songfestival.

## Dansk Melodi Grand Prix 2009

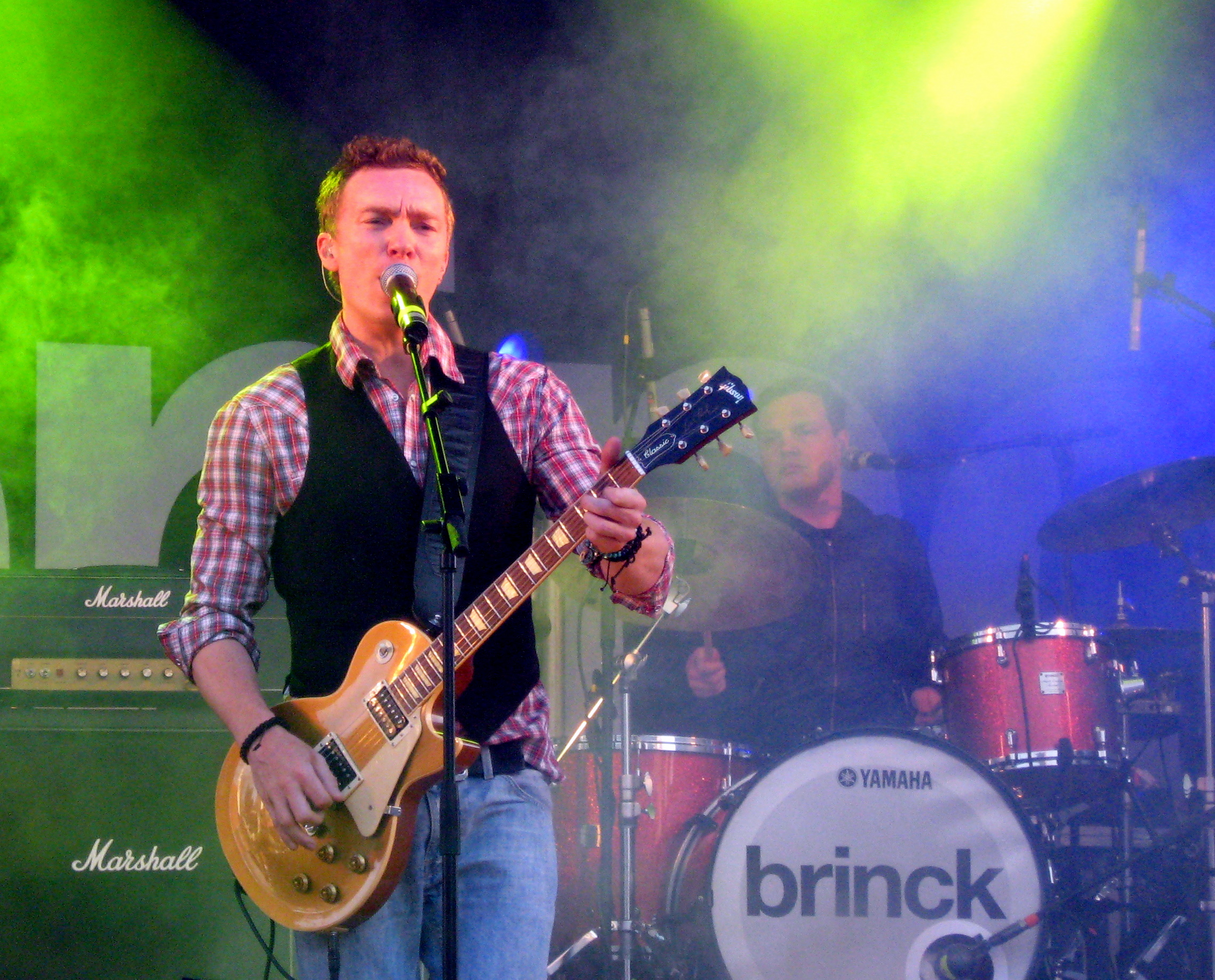
De winnaar van Dansk Melodi Grand Prix 2009 Niels Brinck

De Dansk Melodi Grand Prix werd gehouden op 31 januari 2009 in het MCH Messecenter in Herning. De show werd gepresenteerd door Birthe Kjær en Felix Smith.
Er deden tien artiesten mee. Zes artiesten waren via een open selectie geselecteerd, de vier andere werden door de DR uitgenodigd om deel te nemen. Op 9 januari 2009 werden de deelnemende artiesten en hun liedjes bekendgemaakt.
Tijdens de show werden vier van de tien deelnemers geselecteerd door middel van een jury en televoting.
De vier artiesten die door gingen naar de "knock-out"-ronde streden elk in duo's tegen elkaar. Via een tweede ronde televoting werd de winnaar gekozen.

### Eerste ronde
In de eerste ronde deden tien artiesten mee. Vier acts werden gekozen voor de knock out ronde. Dat waren Sukkerchok, Hera Björk, Niels Brinck en Johnny Deluxe.
| Startplaats | Artiest             | Lied                          | Tekst (l) / Muziek (m)                                                                            | Resultaat            |
| ----------- | ------------------- | ----------------------------- | ------------------------------------------------------------------------------------------------- | -------------------- |
| 1           | Trine Jepsen        | I'll Never Fall In Love Again | Claes Andreasson (m & l), Torbjörn Wassenius (m & l), Johan Sahlén (m & l), Niels Kvistborg (l)   | Out                  |
| 2           | Jeppe               | Lucky Boy                     | Jeppe Breum Laurssen (m & l)                                                                      | Wildcard Out         |
| 3           | Marie Carmen Koppel | Crying Out Your Name          | Marie Carmen Koppel (m & l), Dan Hemmer (m)                                                       | Wildcard Out         |
| 4           | Sukkerchok          | Det' det                      | Lasse Lindorff (m & l), Mogens Binderup (m & l), Lise Cabble (m & l)                              | Super-final          |
| 5           | Jimmy Jørgensen     | Alice in the Wonderland       | Mikael Erlandsson (m & l), Torbjørn Wassenius (m & l), Claes Andreasson (m & l), Birgitte Rye (m) | Wildcard Out         |
| 6           | Hera Björk          | Someday                       | Christina Schilling (m), Jonas Gladnikoff (m), Henrik Szabo (l), Daniel Nilsson (l)               | Super-final          |
| 7           | Claus Christensen   | Big Bang Baby                 | Troels Holdt (m & l), Lars Malm (m & l), Lise Cabble (m & l)                                      | Out                  |
| 8           | Johnny Deluxe       | Sindssyg                      | Noam Halby (m & l), Jakob Glæsner (m & l), Peter Kvint (m & l)                                    | Wildcard Super-final |
| 9           | Christina Undhjem   | Underneath My Skin            | Mads Haugaard (m & l), Brian Risberg Clausen (l)                                                  | Out                  |
| 10          | Niels Brinck        | Believe Again                 | Lars Halvor Jensen (m & l), Martin Michael Larsson (m & l), Ronan Keating (m & l)                 | Super-final          |

### Knock-outronde
In de knock-outronde namen de vier artiesten het in duo's tegen elkaar op. Hera Björk en Niels Brinck gingen door naar de finale.
In de finale zongen zij lied nog een keer en de televoters kozen de winnaar. Dit werd Niels Brinck met zijn lied Believe again.
|  | Eerste Ronde                   | Eerste Ronde                   |  |  | Finale Ronde | Finale Ronde |
|  |                                |                                |  |  |              |              |
|  |                                |                                |  |  |              |              |
|  |                                |                                |  |  |              |              |
|  | Sukkerchok - "Det' det"        |                                |  |  |              |              |
|  |                                |                                |  |  |              |              |
|  | Hera Björk - "Someday"         |                                |  |  |              |              |
|  | Hera Björk - "Someday"         |                                |  |  |              |              |
|  |                                |                                |  |  |              |              |
|  |                                | Niels Brinck - "Believe Again" |  |  |              |              |
|  | Niels Brinck - "Believe Again" |                                |  |  |              |              |
|  |                                |                                |  |  |              |              |
|  | Johnny Deluxe - "Sindssyg"     |                                |  |  |              |              |
|  |                                |                                |  |  |              |              |

## In Moskou
In Rusland trad Denemarken eerst aan in de tweede halve finale. Brinck trad aan als negende, na Slowakije en voor Slovenië. Bij het openmaken van de enveloppen bleek dat Denemarken zich had gekwalificeerd voor de finale. Brinck eindigde op een achtste plaats met 69 punten.
Hij ontving 1 keer het maximum van 12 punten.
België zat in de andere halve finale en Nederland had 7 punten over voor deze inzending.
In de finale trad Denemarken aan als zestiende van 25 landen, na Estland en voor Duitsland. Aan het einde van de puntentelling stond Denemarken op een dertiende plek met 74 punten.
België en Nederland hadden in de finale geen punten over voor de inzending.

### Gekregen punten

#### Halve Finale 2
| 12 punten                       | 10 punten | 8 punten                       | 7 punten                               | 6 punten |
| ------------------------------- | --------- | ------------------------------ | -------------------------------------- | -------- |
| - Noorwegen                     |           | - Estland                      | - Ierland - Nederland                  |          |
| 5 punten                        | 4 punten  | 3 punten                       | 2 punten                               | 1 punt   |
| - Albanië - Litouwen - Slovenië | - Spanje  | - Cyprus - Hongarije - Letland | - Azerbeidzjan - Griekenland - Kroatië | - Polen  |

#### Finale
| 12 punten                                   | 10 punten           | 8 punten               | 7 punten              | 6 punten         |
| ------------------------------------------- | ------------------- | ---------------------- | --------------------- | ---------------- |
|                                             |                     | - Noorwegen - Slovenië | - Polen               | - Cyprus - Malta |
| 5 punten                                    | 4 punten            | 3 punten               | 2 punten              | 1 punt           |
| - Andorra - Frankrijk - Moldavië - Oekraïne | - Ierland - IJsland | - Hongarije - Letland  | - Litouwen - Roemenië | - Servië         |

### Punten gegeven door Denemarken

#### Halve Finale 2
Punten gegeven in de halve finale:
| 12 punten | Noorwegen    |
| 10 punten | Ierland      |
| 8 punten  | Azerbeidzjan |
| 7 punten  | Cyprus       |
| 6 punten  | Albanië      |
| 5 punten  | Litouwen     |
| 4 punten  | Estland      |
| 3 punten  | Polen        |
| 2 punten  | Griekenland  |
| 1 punt    | Nederland    |

#### Finale
Punten gegeven in de finale:
| 12 punten | Noorwegen           |
| 10 punten | IJsland             |
| 8 punten  | Azerbeidzjan        |
| 7 punten  | Duitsland           |
| 6 punten  | Turkije             |
| 5 punten  | Estland             |
| 4 punten  | Zweden              |
| 3 punten  | Verenigd Koninkrijk |
| 2 punten  | Frankrijk           |
| 1 punt    | Litouwen            |

| 12 punten | IJsland             |
| 10 punten | Noorwegen           |
| 8 punten  | Estland             |
| 7 punten  | Duitsland           |
| 6 punten  | Frankrijk           |
| 5 punten  | Litouwen            |
| 4 punten  | Azerbeidzjan        |
| 3 punten  | Rusland             |
| 2 punten  | Portugal            |
| 1 punt    | Verenigd Koninkrijk |

| 12 punten | Noorwegen             |
| 10 punten | IJsland               |
| 8 punten  | Turkije               |
| 7 punten  | Zweden                |
| 6 punten  | Verenigd Koninkrijk   |
| 5 punten  | Azerbeidzjan          |
| 4 punten  | Finland               |
| 3 punten  | Malta                 |
| 2 punten  | Duitsland             |
| 1 punt    | Bosnië en Herzegovina |